# جيم براون (لاعب كرة قدم بريطاني)
جيم براون (بالإنجليزية: Jim Brown)‏ (7 يونيو 1939 في المملكة المتحدة - 18 يناير 2015) هو لاعب كرة قدم بريطاني في مركز نصف الجناح. لعب مع نادي دمبرتون ودارلينجتون إف سى.